# Hedviga Šleska
Sveta Hedviga Šleska (polj.: Święta Jadwiga Śląska; Andechs, 1174. – Trzebnica Abbey, 15. listopada 1243.), poljska grofica, redovnica i svetica.

## Životopis
Rođena je 1174. kao kćerka grofa Bertolda koji je imao titulu vojvode Hrvatske i Dalmacije.
S 12 godina udaje se za šleskog kneza Henrika Barbuta s kojim je imala sedmero djece. Često se brinula za siromašne i nemoćne, a u tome je imala potporu njenog muža. Nakon smrti muža te šestero djece, odlazi u cistercitski samostan Trebnitz. Kasnije se priključila i njena kćerka Gertruda koja je kasnije isto proglašena svetom. Hedviga je svetom proglašena 1267. od pape Klementa IV.
U Berlinu joj je posvećena katedrala. Njezin lik nalazi se i na škrinji sv. Šime u Zadru. Relikviji joj se čuvaju u crkvi cistercitske opatije Trebnitz. Zaštitnica je Šleske, Poljske, Bavarske, Wrocława, Krakówa, Trzebnice, Berlina, Brandenburga, opatije Andechs, biskupije Görlitz, siročadi, nevjesta, udovica, vojvotkinja, ljubomornih, poljsko-njemačkih odnosa i problematičnih brakova.